# Jang Min-ho
Jang Minho (장민호?; 11 settembre 1977) è un cantante, modello e conduttore televisivo sudcoreano.
Ha partecipato al programma di TV Chosun Mr Trot, piazzandosi tra i primi sei 2020. Questo lo ha fatto diventare una top star nazionale. Un anno più tardi, ha partecipato come giurato alla Miss Trot con Jang Yun-jeong.

## Carriera
Jang nato a Seul l'11 settembre a Incheon e di ha iniziato la sua carriera musicale come leader del gruppo idol coreano U-BeS nel 1997. Ha trascorso un anno prima del debutto come apprendista per esercitarsi a cantare e ballare con i membri del suo gruppo. Il gruppo ha pubblicato due album, ma si è sciolto a causa delle scarse vendite e dei dissapori con l'agenzia. Successivamente Jang ha rivelato in un'intervista che erano stati picchiati dal presidente dell'agenzia. La data ufficiale dello scioglimento degli U-Bes non è mai stata annunciata, ma è stimata all'inizio del 1999.
Dopo sei anni di pausa, nel 2004 ha formato un duo di ballate chiamato Baram e ha pubblicato l'album Just Like a Wind. Il duo non ha avuto successo in Corea, sebbene abbia ricevuto una certa attenzione in Cina.
Ha fatto il servizio militare obbligatorio di due anni a partire dal 2007. Nel 2011, dopo un anno di preparazione, ha pubblicato il suo singolo di debutto trot, Love You, Nuna, che è un fallimento. Nel 2012 partecipa al programma di KBS Nae saeng-ae majimak audition(내 생애 마지막 오디션) e lo vince insieme al cantautore Len. Due mesi dopo pubblica il suo primo album trot The Man Says. Anche se l'album non riceve molta attenzione alla pubblicazione, il brano apripista omonimo diventa in seguito la sua canzone caratteristica, che gli vale il soprannome di eomtongnyong (una parola composta di mamma e presidente).
Nel 2020 è finalista del reality show televisivo Mr Trot,, piazzandosi sesto. Grazie alla sua popolarità dopo la gara, vince il primo posto in un sondaggio per il miglior cantante trot con 294.730 voti. Lo stesso anno apre il suo canale YouTube e guada oltre 20.000 follower in due ore.
È anche un modello pubblicitario e un portavoce.

## Altre attività
Sponsorizza tre bambini attraverso Compassion Korea dal 2009. Inoltre è membro attivo della Compassion Band dal 2006.
Scrive testi e compone canzoni. Ha scritto il testo della canzone del collega Namgoong Moonjeong Goodbye My Youth con il cantautore JMStyle, e ha scritto i testi e co-composto il proprio brano He Knows My Name pensando al suo defunto padre.
Il 21 marzo 2021, i suoi fan hanno celebrato il decimo anniversario del suo debutto al trot. hanno messo annunci di celebrazione su cartelloni pubblicitari come stazioni degli autobus, stazioni della metropolitana, centri commerciali, ecc. In particolare, i suoi fan stranieri hanno anche pubblicato un video di celebrazione a Times Square, New York.

## Discografia
Album in studio
- 2017 – Drama (장민호 드라마)

Extended play
- 2013 – The Man Says (남자 는 말합니다)

Singoli
- 2011 – Love You, Nuna
- 2017 – Driving Route 7
- 2019 – The Man Says (New Ver.) (남자 는 말합니다)
- 2020 – Read and Ignored (읽씹 안읽씹)
- 2020 – Hit the Jackpot (대박 날 테다), per la colonna sonora di Kkondae Intern
- 2021 – That's life (사는 게 그런 거지)

## Premi e riconoscimenti
- Vincitore del primo premio 2015, Korea Talent Donation Awards[38]
- Premio Rookie of the year 2015, 3 ° Korea Creative Art Awards, categoria Musica popolare[39]
- Premio Rookie of the year 2015, Korea Star Art Awards, categoria Trot[40]
- Premio di popolarità 2017, Korea Multicultural Awards, categoria Trot[41]
- Premio di popolarità 2017, Korea Arts Awards, categoria Trot[42]
- Premio di popolarità 2017, International K-Star Awards, categoria Trot[43]
- Premio Eccellenza 2018, Gayo TV Music Awards[44][45]
- Premio di popolarità 2018, Proud Korean Awards
- Premio New Star 2020, MTN Broadcasting & Advertisement Festival[46]